# Vasili Zavojko

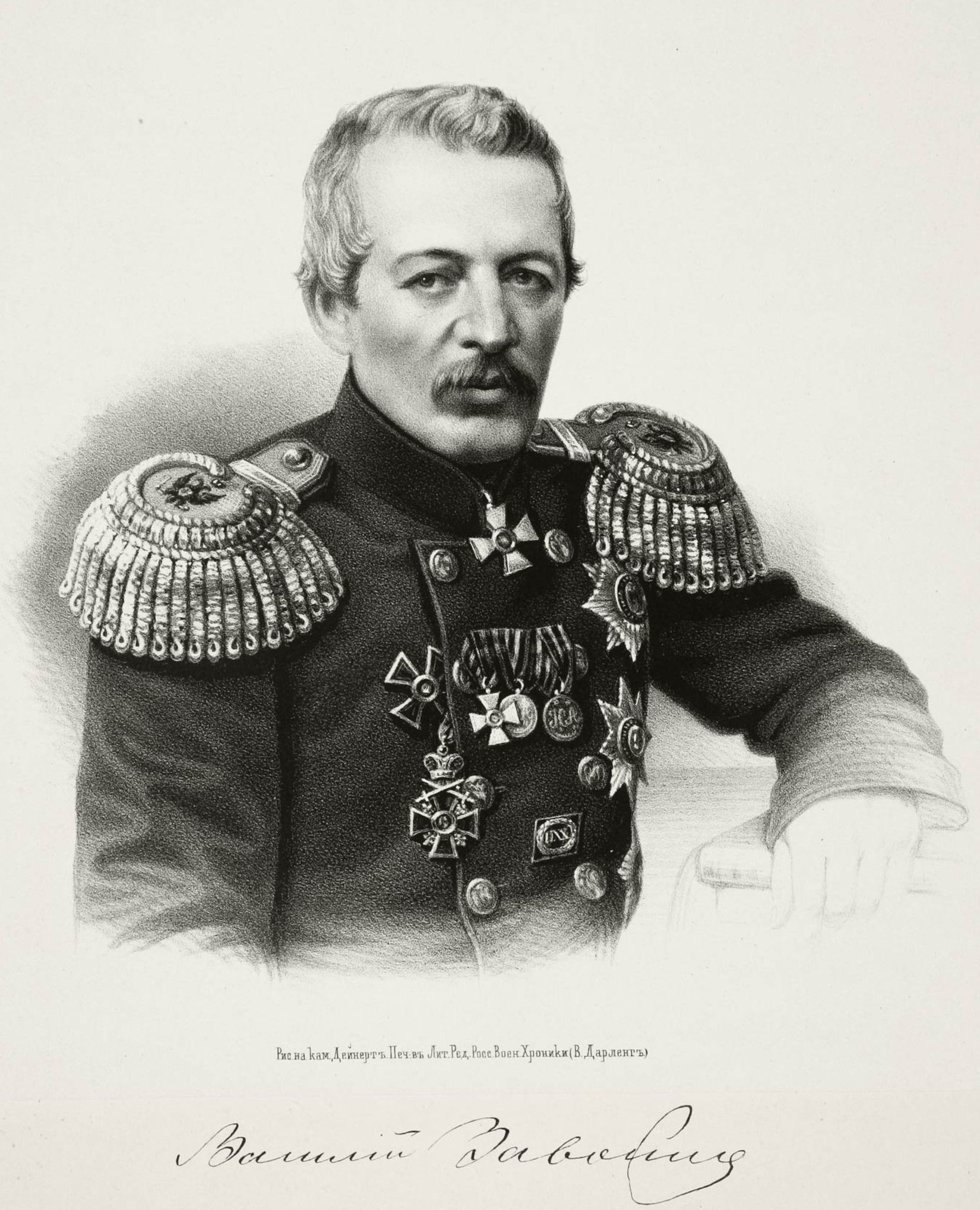
Vasili Zavojko

Vasili Stepanovitsj Zavojko (Russisch: Василий Степанович Завойко) (Prochorovka (gouvernement Poltava), 27 juli [O.S. 15 juli] 1810 - ? (gouvernement Podolsk), 27 februari [O.S. 15 februari] 1898) was een admiraal in de Russische Marine.
Zavojko werd geboren in een adellijk gezin in het dorpje Prochorovka in het gouvernement Poltava (nu de Oekraïense oblast Tsjerkasy). In 1827 nam hij als mitsjman (Russische benaming voor adelborst) deel aan de Zeeslag bij Navarino en tussen 1835 en 1838 maakte hij twee reizen om de wereld.
In 1840 begon hij te werken voor de Russisch-Amerikaanse Compagnie, waar hij al snel werd aangesteld tot bestuurder over de haven van Ochotsk. Hij verklaarde al snel dat de haven ongeschikt was voor de handel vanwege de afgelegenheid ten opzichte van de monding van de Lena (meer dan 1000 wersten (± 1066 kilometer) over lastdierpaden en door moerassen) en begon zich in te zetten voor de verplaatsing van de compagniehaven. Nadat hij hiervoor het groene licht kreeg, ging hij op zoek naar een geschikte locatie, die werd gevonden in Ajan 440 kilometer zuidwestelijker, waar de afstand over de rivier de Maja naar de Lena niet meer dan 220 wersten (235 kilometer) bedroeg. In 1844 werd de haven daarheen verplaatst.
Tijdens zijn onderzoek naar deze nieuwe haven ontdekte hij het estuarium van de rivier de Amoer. Zijn rapporten over het potentieel belang van de rivier leidden tot een expeditie naar de Amoer in 1846 en uiteindelijk mede tot de inlijving van de kraj Priamoerski (gouvernement-generaal Priamoerski - met name de oblast Primorje) bij het Russische Rijk.
In 1849 werd Zavojko aangesteld tot militair gouverneur van de oblast Kamtsjatka en tevens tot bevelhebber over de haven van Petropavlovsk. Zijn periode was van groot belang voor het gebied. Onder de leiding van Zavojko werd de haven van Petropavlovsk uitgebreid met een scheepswerf, een smelterij en een legerkazerne voor het Kozakkengarnizoen. Op zijn bevel werd de oneerlijke ruilhandel met de "Kamtsjadalen", die vaak niet de prijs van bont wisten aangepakt door een speciale functionaris aan te stellen die belast was met het informeren van de Kamtsjadalen over de gangbare prijzen van de bont die ze verkochten en van de producten die ze er voor terugkregen. Om de uitroeiing van de bontdieren tegen te gaan beviel hij verder dat de jacht hierop elk jaar moest stoppen vanaf begin maart.
Zavojko bevorderde ook de uitbreiding van de landbouw door er bij elk huishouden op aan te dringen dat het zichzelf kon bedruipen door aardappelen te verbouwen en door het overbrengen van 300 koeien vanuit Ajan, die hij liet uitdelen onder de bevolking. Hij probeerde ook de Kamtsjadalen over te halen om te beginnen met groenteteelt. Om de gezondheid van de bevolking te bevorderen liet hij bij de heetwaterbronnen van Paratoenka een leprozerie bouwen. Deze pogingen leidden echter tot weinig baat met betrekking tot de verbetering van de lage economische en culturele standaarden in het gebied.
Tijdens de Krimoorlog werd Zavojko van 17 tot 24 augustus 1854 geconfronteerd met de aanval op Petropavlovsk door de geallieerde Brits-Franse troepen, die werden geleid door rear admirals David Price en Fevrier de Point. Zavojko wist de overweldigende aanval af te slaan en veroverde zelfs de Britse vlag. Daar een nieuwe aanval niet kon uitblijven werd begin 1855 besloten tot de evacuatie van de stad. Zavojko voerde het bevel over de verplaatsing van deze belangrijkste Russische Pacifische marinebasis naar het estuarium van de Amoer. De vloot, bestaande uit een fregat, een korver, 3 transportschepen en een boot wist ondanks bevroren zeeën en het feit dat de Brits-Franse vloot hen achterna kwam op 8 mei de haven van De-Kastri binnen te varen, waar de vloot van de vijand een dag later verscheen aan de ingang van de baai met drie schepen. De Britten en Fransen wachten daarop op versterkingen, maar de Russische vloot wist in de nacht van 9 op 10 mei te ontkomen uit de baai door de mist en twee maanden na te zijn uitgevaren uit Petropavlovsk veilig het estuarium van de Amoer te bereiken, waar in twee en een halve maand de nieuwe stad Nikolajevsk uit de grond werd gestampt, die vervolgens de nieuwe basis van de vloot werd.
In 1856 keerde Zavojko terug naar de Russische hoofdstad Sint-Petersburg, waar hij verantwoordelijk was voor de Algemene Rekenkamer van de marine. In 1874 werd hij bevorderd tot admiraal.

## Vernoemingen
Naar de admiraal zijn de volgende plaatsen in Kamtsjatka vernoemd:
- Zavojko (1897) - in 1924 hernoemd tot Jelizovo
- Zavojko - nu onderdeel van Petropavlovsk-Kamtsjatski